# Liste der Bodendenkmale in Rüthnick
Die Liste der Bodendenkmale in Rüthnick enthält alle Bodendenkmale der brandenburgischen Gemeinde Rüthnick und ihrer Ortsteile auf der Grundlage der Landesdenkmalliste vom 31. Dezember 2020.
Die Baudenkmale sind in der Liste der Baudenkmale in Rüthnick aufgeführt.
| Gemarkung       | Flur | Kurzansprache                                                                                               | Bodendenkmalnummer | Bemerkung | Bild |
| --------------- | ---- | --- | ------------------ | --------- | ---- |
| Rüthnick (Lage) | 5, 7 | Kirche Mittelalter, Kirche Neuzeit, Siedlung Urgeschichte, Dorfkern deutsches Mittelalter, Dorfkern Neuzeit | 100395             |           |      |